# Merxhausen (Heinade)
Merxhausen ist ein Ortsteil von Heinade, einer Gemeinde in der Samtgemeinde Eschershausen-Stadtoldendorf im Landkreis Holzminden in Niedersachsen.

## Geographie
Merxhausen liegt am Nordostrand des Sollings am Spüligbach. Im Ortskern mündet die Helle in diesen ein. Am nordöstlichen Dorfrand liegt der Heukenberg.

## Geschichte
Der Name Merxhausen ist aus Vorstufen wie Merkeshusen und Markeshusen entstanden. Die erste schriftliche Erwähnung des Ortes ist in der Nennung eines Wastmodus de Merkeshusen im Jahre 1268 überliefert. Im Mittelalter verfügten die Grafen von Everstein über Zehntrechte in Merxhausen. Das Dorf gehörte dann zum Fürstentum Braunschweig-Wolfenbüttel. Eine im Ort bestehende Papiermühle verfiel nach einem französischen Überfall im Siebenjährigen Krieg. Merxhausen kam später zum Herzogtum Braunschweig. Am 1. Januar 1973 wurde die bis dahin selbständige Gemeinde zusammen mit Hellental in die neue Gemeinde Heinade eingegliedert.

## Kultur und Sehenswürdigkeiten

### Sport
Zwischen Merxhausen und Hellental gibt es eine Mountainbike-Downhill-bzw. Dual-Strecke. Zwei Mal war dort ein Lauf zur Deutschen Meisterschaft Dual, 2003 der erste von vier und 2004 der letzte von vier Läufen. Zudem beginnen in der Umgebung die ausgeschilderten Strecken der Mountainbikeregion Solling-Vogler.

### Bauwerke
Die im Fachwerkstil errichtete Kapelle im Ensemble mit dem restaurierten alten Lehrerwohnhaus (ehemals Pension Haus Berlin) prägt das zentrale Ortsbild. die Kapelle wurde 1777 geweiht und später mehrfach umgebaut. Im Jahre 1881 erhielt sie einen Dachreiter mit Uhr. 1951/1952 wurde die Kirche im Innern umgestaltet, der Kanzelaltar wurde auseinandergenommen und die Kanzel an einen eigenen Standort wieder angebracht. 1998 erhielt sie den Namen Lydia-Kapelle. Die evangelische Gemeinde der Kapelle gehört zur Kirchengemeinde Heinade, die dem Kirchenkreis Holzminden-Bodenwerder angehört.